# Bienvenue en Suisse
Pour plus de détails, voir Fiche technique et Distribution.
Bienvenue en Suisse est une comédie franco-suisse réalisé par Léa Fazer, sorti en 2004.

## Synopsis
Thierry, ethnologue spécialiste des Lapons, se rend dans sa Suisse natale avec sa compagne, Sophie, pour assister à l'enterrement de sa grand-mère. Il y retrouve sa famille et découvre qu'il a hérité de deux millions de francs suisses, mais que pour les obtenir, il va devoir faire semblant de s'adapter aux valeurs et mode de vie suisse qu'il avait rejetés. Pour ce faire il va accepter une sorte de formation accélérée prodiguée par son cousin suisse Aloïs, qui aurait plutôt des vues sur Sophie.

## Fiche technique
- Titre : Bienvenue en Suisse
- Réalisation : Léa Fazer
- Scénario : Léa Fazer
- Photographie : Myriam Vinocour
- Montage : Hervé de Luze et Élise Fievet
- Son : Luc Yersin, Olivier Laurent et Florent Lavallée
- Décors : Olivier Radot
- Costumes : Caroline de Vivaise
- Musique : Loïk Dury et Laurent Levesque
- Production : Bruno Pésery et Ruth Waldburger
- Sociétés de production : Arena Films, Arcade, Vega Film et la Télévision suisse romande
- Pays d'origine :  Suisse et  France
- Format : couleur - 1,85:1 - Dolby Digital - 35 mm
- Genre : comédie
- Durée : 107 minutes
- Date de sortie : 30 juin 2004

## Distribution
- Vincent Perez : Aloïs Couchepin
- Emmanuelle Devos : Sophie
- Denis Podalydès : Thierry
- Walo Lüönd : Adolf Sempach
- Peter Wyssbrod : Kurt Sempach
- Marianne Basler : Béatrice
- Scali Delpeyrat : Vincent
- Mariama Sylla : Amélia
- Julien George : Damien
- Carola Regnier : Heidi
- Heidi Züger : Silvia
- Jacques Michel : Rémi
- Suzanne Thommen : Lisa